# Kabinett Marcos Jr.
Das Kabinett Marcos Jr. bildet seit dem 30. Juni 2022 die Regierung der Philippinen.

## Kabinettsmitglieder
| Amt                                                                 | Bild                                                               | Name                                                     |
| ------------------------------------------------------------------- | ------------------------------------------------------------------ | -------------------------------------------------------- |
| Präsident der Philippinen                                           |                                                                    | Ferdinand Marcos Jr.                                     |
| Vizepräsidentin                                                     |                                                                    | Sara Duterte                                             |
| Stabschef im Präsidialbüro                                          |                                                                    | Victor Rodriguez (bis 17. September 2022, kommissarisch) |
| Stabschef im Präsidialbüro                                          | Lucas Bersamin (seit 27. September 2022)                           |                                                          |
| Minister für Auswärtiges                                            |                                                                    | Enrique Manalo                                           |
| Minister für Finanzen                                               |                                                                    | Benjamin Diokno (bis 12. Januar 2024)                    |
| Minister für Finanzen                                               | Ralph Recto (ab 12. Januar 2024)                                   |                                                          |
| Minister für Justiz                                                 |                                                                    | Jesus Crispin Remulla                                    |
| Minister für Landwirtschaft                                         |                                                                    | Ferdinand Marcos Jr. (bis 3. November 2023)              |
| Minister für Landwirtschaft                                         | Francisco Tiu Laurel Jr. (ab 3. November 2023)                     |                                                          |
| Minister/in für Bildung                                             |                                                                    | Sara Duterte (bis 19. Juli 2024)                         |
| Minister/in für Bildung                                             | Juan Edgardo Angara (ab 19. Juli 2024)                             |                                                          |
| Minister für öffentliche Arbeiten und Autobahnen                    |                                                                    | Manuel Bonoan                                            |
| Minister für Arbeit und Beschäftigung                               |                                                                    | Bienvenido Laguesma                                      |
| Minister für Nationale Verteidigung                                 |                                                                    | Jose Faustino Jr. (bis 9. Januar 2023)                   |
| Minister für Nationale Verteidigung                                 | Carlito Galvez Jr. (9. Januar 2023 – 5. Juni 2023, kommissarisch)  |                                                          |
| Minister für Nationale Verteidigung                                 | Gilberto Teodoro (seit 5. Juni 2023)                               |                                                          |
| Gesundheitsminister/in                                              |                                                                    | Maria Rosario Vergeire (bis 5. Juni 2023)                |
| Gesundheitsminister/in                                              | Ted Herbosa (seit 5. Juni 2023)                                    |                                                          |
| Minister/in für Handel und Industrie                                |                                                                    | Alfredo E. Pascual (bis 2. August 2024)                  |
| Minister/in für Handel und Industrie                                | Cristina Aldeguer-Roque (ab 2. August 2024, kommissarisch)         |                                                          |
| Minister/in für Wanderarbeitnehmer                                  |                                                                    | Susan Ople (bis 22. August 2023)                         |
| Minister/in für Wanderarbeitnehmer                                  | Hans Cacdac (ab 7. September 2023)                                 |                                                          |
| Minister/in für Menschliche Siedlungen und Stadtentwicklung         |                                                                    | Melissa Ardanas (bis 29. Juli 2022)                      |
| Minister/in für Menschliche Siedlungen und Stadtentwicklung         | Jose Acuzar (ab 29. Juli 2022)                                     |                                                          |
| Minister für Soziales Wohlergehen und Entwicklung                   |                                                                    | Erwin Tulfo (bis 23. Dezember 2022, kommissarisch)       |
| Minister für Soziales Wohlergehen und Entwicklung                   | Eduardo Punay (23. Dezember 2022 – 31. Januar 2023, kommissarisch) |                                                          |
| Minister für Soziales Wohlergehen und Entwicklung                   | Rex Gatchalian (ab 31. Januar 2023)                                |                                                          |
| Minister für Agrarreform                                            |                                                                    | Conrado Estrella III                                     |
| Minister/in für Umwelt und natürliche Ressourcen                    |                                                                    | Ernesto D. Adobo Jr. (bis 11. Juli 2022, kommissarisch)  |
| Minister/in für Umwelt und natürliche Ressourcen                    | Toni Yulo-Loyzaga (ab 12. Juli 2022)                               |                                                          |
| Minister für Inneres und Kommunalverwaltung                         |                                                                    | Benjamin Abalos Jr. (bis 7. Oktober 2024)                |
| Minister für Inneres und Kommunalverwaltung                         | Jonvic Remulla (ab 8. Oktober 2024)                                |                                                          |
| Ministerin für Tourismus                                            |                                                                    | Christina Frasco                                         |
| Minister für Verkehr                                                |                                                                    | Jaime Bautista                                           |
| Minister für Wissenschaft und Technologie                           |                                                                    | Renato Solidum Jr.                                       |
| Ministerin für Budget und Management                                |                                                                    | Amenah Pangandaman                                       |
| Minister für Energie                                                |                                                                    | Raphael Lotilla                                          |
| Minister für Informations- und Kommunikationstechnik                |                                                                    | Ivan John Uy                                             |
| Generaldirektor der Nationalen Wirtschafts- und Entwicklungsbehörde |                                                                    | Arsenio Balisacan                                        |
| Leiter der Nationalen Kommission zur Armutsbekämpfung               |                                                                    | Lope B. Santos III                                       |
| Pressesprecherin                                                    |                                                                    | Trixie Cruz-Angeles (bis 4. Oktober 2022, kommissarisch) |
| Pressesprecherin                                                    | Cheloy Garafil (7. Oktober 2022 bis 5. September 2024)             |                                                          |
| Pressesprecherin                                                    | Cesar Chavez (ab 5. September 2024)                                |                                                          |
| Nationale/r Sicherheitsberater/in                                   |                                                                    | Clarita Carlos (bis 14. Januar 2023, kommissarisch)      |
| Nationale/r Sicherheitsberater/in                                   | Eduardo Año (ab 14. Januar 2023)                                   |                                                          |
| Sekretärin des Präsidialverwaltungsstabs                            |                                                                    | Zenaida Angping (bis 2. Dezember 2022, kommissarisch)    |
| Sekretärin des Präsidialverwaltungsstabs                            | Elaine T. Masukat (ab Januar 2023, kommissarisch)                  |                                                          |
| Generalanwalt                                                       |                                                                    | Menardo Guevarra                                         |
| Oberster Rechtsberater des Präsidenten                              |                                                                    | Juan Ponce Enrile                                        |
| Berater des Präsidenten für Frieden, Versöhnung und Einheit         |                                                                    | Carlito Galvez Jr. (bis 9. Januar 2023)                  |
| Berater des Präsidenten für Frieden, Versöhnung und Einheit         | Isidro Purisima (23. Februar 2023 – 26. Juni 2023)                 |                                                          |
| Berater des Präsidenten für Frieden, Versöhnung und Einheit         | Carlito Galvez Jr. (ab 26. Juni 2023)                              |                                                          |
| Berater des Präsidenten für kreative Kommunikation                  |                                                                    | Paul Soriano (17. Oktober 2022 bis 9. November 2023)     |
| Berater des Präsidenten für Investitionen und Wirtschaft            |                                                                    | Frederick Go (ab 20. Januar 2023)                        |
| Berater des Präsidenten für Armutsbekämpfung                        |                                                                    | Larry Gadon (ab 26. Juni 2023)                           |
| Berater des für das Westphilippinische Meer                         |                                                                    | Andres Centino (ab 19. Juli 2023)                        |
| Berater des Präsidenten für Militär- und Polizeiangelegenheiten     |                                                                    | Roman A. Felix                                           |
| Sonderassistent des Präsidenten                                     |                                                                    | Antonio Lagdameo Jr.                                     |